# Coccoloba floribunda
Coccoloba floribunda är en slideväxtart som först beskrevs av George Bentham, och fick sitt nu gällande namn av Gustav Lindau. Coccoloba floribunda ingår i släktet Coccoloba och familjen slideväxter. Inga underarter finns listade i Catalogue of Life.